# S (álbum de Shōta Aoi)
S (エス?) es el primer álbum de grandes éxitos del cantante y seiyū Shōta Aoi. Fue lanzado el 18 de mayo de 2016 bajo el auspicio de la compañía Broccoli. S se posicionó en el cuarto lugar en la Oricon Albums Chart, siendo hasta la fecha el álbum más popular de Aoi.

## Producción
S fue el primer proyecto importante de Shōta Aoi en ser producido tras el lanzamiento del álbum Unlimited un año antes. El álbum contiene un total de doce canciones populares de Aoi, incluyendo el sencillo Blue Bird del miniálbum debut homónimo, así como también otros sencillos como Virginal, Murasaki y True Hearts. El álbum fue lanzado en dos formatos; una edición normal (CD) y una edición limitada (CD+BD/CD+DVD). La primera edición limitada viene con un Blu-ray/DVD que contiene videos musicales.

## Lista de canciones
| N.º | Título                               | Escritor(es)      | Duración |  |
| 1.  | «S»                                  | Noriyasu Agematsu |          |  |
| 2.  | «Blue Bird»                          | Noriyasu Agematsu |          |  |
| 3.  | «Virginal»                           | Noriyasu Agematsu |          |  |
| 4.  | «True Hearts»                        | Rucca             |          |  |
| 5.  | «Himitsu no Kuchizuke»               | Noriyasu Agematsu |          |  |
| 6.  | «Unlimited»                          | Rucca             |          |  |
| 7.  | «Murasaki»                           | Rucca             |          |  |
| 8.  | «Brilliant Moon»                     | Hiromi Satō       |          |  |
| 9.  | «Zessei Sutāgeito»                   | Noriyasu Agematsu |          |  |
| 10. | «Nanji no Kotodama (Kimi no Kotoba)» | Shōta Aoi         |          |  |
| 11. | «Start!!»                            | Shōta Aoi         |          |  |
| 12. | «Nanji no Kotodama»                  | Shōta Aoi         |          |  |